# Elif Jale Yeşilırmak
Elif Jale Yeşilırmak (Szmolenszk, 1986. július 30. –) török női szabadfogású birkózó. A 2018-as birkózó-világbajnokságon ezüstérmet szerzett 59 kg-os súlycsoportban, szabadfogásban. A 2015-ös és a 2014-es birkózó Európa-bajnokságokon bronzérmet szerzett az 58 kg-os súlycsoportban, szabadfogásban.

## Sportpályafutása
A 2018-as birkózó-világbajnokságon az 59 kg-osok súlycsoportjában megrendezett döntő mérkőzés során a japán Kavai Riszako volt ellenfele, aki 8–0-ra legyőzte.